# Hestia
För andra betydelser, se Hestia (olika betydelser).

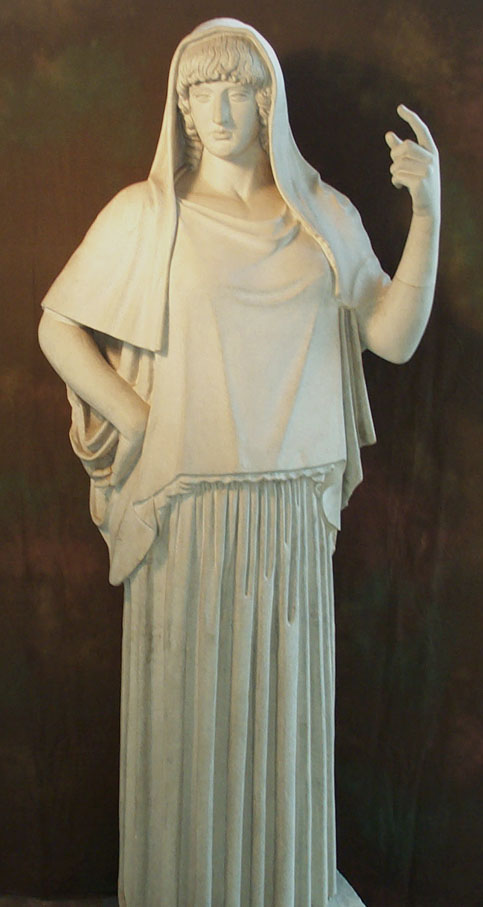
Hestia Giustiniani, marmorstaty i Museo Torlonia i Rom.

Hestia (Klassisk grekiska: Ἑστία, 'härd') är i den grekiska mytologin hemmets och den husliga härdens evigt jungfruliga gudinna som ger människorna säkerhet för hus och hem. Hon motsvaras i den romerska mytologin av gudinnan Vesta och intog där en mer framträdande roll.

## Mytologi och kult
Hestia var dotter till Kronos och Rhea och högt ärad bland såväl gudar som människor. I varje hus gällde eldstaden eller under senare tider ett särskilt offeraltare som hennes helgedom och hon var familjelivets, den husliga sämjans och hemfridens skyddande gudamakt.
Då det borgerliga samhället enligt de gamles åskådning var en utvidgning av familjen, måste även detta som sådant ha en gemensam Hestia, det vill säga en gemensam huslig härd, där alla medborgare kunde känna sig som medlemmar av en och samma familj. Denna härd var inrättad i stats- eller regeringsbyggnaden (det så kallade prytaneion) som var medelpunkten i samhället och där den heliga elden ständigt brann.
Hestia brukade i offentliga edsformulär nämnas framför andra gudar och ansågs därför jämte Zeus ha edens helgd under sitt särskilda beskydd. I de homeriska sångerna omnämnes hon, märkvärdigt nog, inte trots att det knappt kan betvivlas, att hennes dyrkan är äldre än den homeriska tiden. Först Hesiodos omtalar henne där hon avvisar friareanbud från gudarna Poseidon och Apollon och hon lovar heligt att alltid förbli jungfru.